# 喜马拉雅水麝鼩
喜马拉雅水麝鼩（学名：Chimarrogale himalayica）为鼩鼱科水麝鼩属的动物。分布于亚洲南部印度，老挝，缅甸，尼泊尔，中国等地。

## 亚种
- 喜马拉雅水麝鼩指名亚种（学名：Chimarrogale himalayica himalayica），Gray于1842年命名。在中国大陆，分布于西藏、云南、四川等地。该物种的模式产地在缅甸沙巴。[3]
- 喜马拉雅水麝鼩华东亚种（学名：Chimarrogale himalayica leander），Thomas于1902年命名。在中国大陆，分布于陕西、贵州、安徽、甘肃、河北、宁夏、江苏、广东、山西、浙江、湖北、广西（东南沿海）、福建等地。该物种的模式产地在福建挂墩。[4]